# Rudolf Bekink
Rudolf Simon Bekink (Assen, 30 september 1950) is een voormalig Nederlands diplomaat. Hij was ambassadeur van Nederland in onder andere de Volksrepubliek China en de Verenigde Staten.

## Leven en carrière
Bekink werd geboren in Assen als zoon van Carel Franciscus Bekink en Christina Margaretha Ruskamp. Hij studeerde economie aan de Rijksuniversiteit Groningen, waar hij in 1974 zijn Master of Arts behaalde. Na zijn militaire dienst, waarin hij tot luitenant werd bevorderd, begon hij in 1976 zijn loopbaan bij het Ministerie van Buitenlandse Zaken.
In de beginjaren van zijn diplomatieke carrière werkte hij onder andere in Athene (Griekenland), Luanda (Angola) en op de afdeling Oost-Azië van het ministerie. Van 1982 tot 1986 diende hij als Eerste Secretaris voor de politieke afdeling van de Nederlandse ambassade in Washington D.C., waar hij zich richtte op Afrika, Latijns-Amerika, Europa en protocolzaken.
Bekink bekleedde daarna verschillende functies, waaronder:
- Zaakgelastigde in Ghana
- Plaatsvervangend afdelingshoofd bij het Ministerie van Economische Zaken
- Hoofd van de personeelsafdeling van het Ministerie van Buitenlandse Zaken
- Plaatsvervangend chef de mission van de Nederlandse Permanente Vertegenwoordiging bij de OESO in Parijs
- Directeur Protocol van het Ministerie van Buitenlandse Zaken

Van 2000 tot 2004 was Bekink ambassadeur in Zweden, gevolgd door een ambassadeurschap in België van 2004 tot 2008. Van 2008 tot 2012 diende hij als ambassadeur in de Volksrepubliek China. Zijn laatste post was als ambassadeur in de Verenigde Staten, waar hij van 2012 tot zijn pensioen in 2015 werkzaam was.

## Privéleven
Rudolf Bekink is getrouwd met Gabrielle de Kuyper Bekink. Ze hebben samen vijf zonen en zes kleinkinderen. Sinds zijn pensionering in 2015 wonen hij en zijn vrouw in Austin, Texas en Prouts Neck, Maine. In een interview beschreef Bekink zijn passie voor zijn werk met de woorden: "Ambassadeurs zijn voortdurend verbaasd. Ik hou ervan om mensen te ontmoeten die iets presteren in deze wereld. Het maakt een diplomaat vrolijk."